# کارلسکویه
کارلسکویه (به لاتین: Karelskoye) یک منطقهٔ مسکونی در روسیه است که در استان آرخانگلسک واقع شده‌است.